# Erastroides hermosilla
Erastroides hermosilla är en fjärilsart som beskrevs av William Schaus 1904. Erastroides hermosilla ingår i släktet Erastroides och familjen nattflyn. Inga underarter finns listade i Catalogue of Life.